# Битва при Полліурі (1781)
Битва при Полліурі відбулася 27 серпня 1781 року між силами князівства Майсур та підрозділами Британської Ост-Індійської компанії, є складовою частиною другої англо-майсурської війни. Британські частини під командуванням Ейре Кута силами до 8000 осіб перемогли сили Гайдара Алі, які оцінюються в 40 000. Сили Майсуру відступили в напрямку Канчіпураму, втрати військ Гайдара Алі оцінюються в понад 2000.

## Принагідно
- Hyder Ali Emperor of India [Архівовано 20 січня 2016 у Wayback Machine.]